# Élections législatives de 1863 dans la 1re circonscription du Nord
Les élections législatives françaises de 1863 dans la 1re circonscription du Nord se déroulent le 31 mai 1863.

## Circonscription
La 1re circonscription du Nord était composée en 1863 des cantons de Bergues, Bourbourg, Cassel, Dunkerque-Est, Dunkerque-Ouest, Gravelines, Hazebrouck-Nord, Hazebrouck-Sud, Hondschoote et Wormhout.

## Contexte
L'année 1863 est l'année d'un découpage électoral, la 5e circonscription du Nord se voit adjoindre 3 cantons de la
Flandre intérieure pour former la 1re circonscription du Nord. Alfred de Clebsattel député sortant et conseiller général du canton de Dunkerque-Est se représente pour un troisième mandat, face à lui Ignace Plichon député sortant de la  Député de la 4e circonscription du Nord et conseiller général du Canton de Bailleul-Sud-Ouest.

## Résultats[1]
- Député sortant : Alfred de Clebsattel (Majorité dynastique)

| Candidat         | Candidat              | Parti               | Premier tour | Premier tour | Second tour | Second tour |
| Candidat         | Candidat              | Parti               | Voix         | %            | Voix        | %           |
| ---------------- | --------------------- | ------------------- | ------------ | ------------ | ----------- | ----------- |
|                  | Alfred de Clebsattel* | Majorité dynastique | 12 337       | 38,96        |             |             |
|                  | Ignace Plichon        | Indépendant         | 19 326       | 61,03        |             |             |
| Inscrits         | Inscrits              | Inscrits            | 38 128       | 100,00       |             |             |
| Abstentions      | Abstentions           | Abstentions         | 6 383        | 16,74        |             |             |
| Votants          | Votants               | Votants             | 31 745       | 74,03        |             |             |
| Blancs et nuls   | Blancs et nuls        | Blancs et nuls      | 82           | 0,25         |             |             |
| Exprimés         | Exprimés              | Exprimés            | 31 663       | 99,74        |             |             |
| * député sortant |                       |                     |              |              |             |             |